# Ели (бронепалубен крайцер, 1912)
Ели (на гръцки: Κ/Δ Έλλη) e бронепалубен крайцер на ВМС на Гърция. Носи името си в чест на победата на гръцкия флот при нос Ели в Балканската война. Корабът е третият съд в проекта крайцери „Чао Хо“, който е завършен през 1913 г. и е приет в състава на флота на Гърция през 1914 г. Участва в Първата световна война, Гръцко-турската война през 1919 – 1922 г. и е потопен от италианска подводница преди официалното обявяване на Итало-гръцката война 1940 г.

## Строителство на кораба. Влизане в Гръцкия флот
Първоначалното име на кораба е „Фей Хунг“ (на китайски: 飞鸿), третият съд в серията учебни крайцери „Чао Хо“, които Императорски Китай поръчва в чужбина, във връзка с амбициозна програма за развитие на военноморските си сили. Вследствие на Синхайската революция и създаването на Република Китай, новото правителство на страната се отказва от кораба, който е построен в САЩ от фирмата New York Shipbuilding.
В навечерието на Първата световна война, на 30 юни 1914 г., Гърция, по спешност, закупува от САЩ линкорите „Лемнос“ и „Килкис“ построени през 1905 г. Независимо от ниската си скорост (макс. 17 възела) и ниския, за океанско плаване, надводен борд, линкорите са съществено попълнение за гръцкия флот. Едновременно с това, гръцкото правителство купува от САЩ и последния лек крайцер от типа „Чао Хо“, от който се отказват китайците, и строителството на който американската фирма New York Shipbuilding завършва в края на 1913 – началото на 1914 г. Крайцерът е наречен „Ели“, в чест на победата на гръцкия флот над турския през Първата Балканска война.

## История на службата

### В периода на Първата световна война
„Ели“ участва по странен начин в Първата световна война. Първоначално страната запазва неутралитет, който се гарантира от поддържащия Антантата Министър-председател на Гърция Елевтериос Венизелос и прогерманския крал Константинос I. Това води до огромен политически конфликт вътре в страната, познат като „Национална схизма“.
На 16 септември 1916 г. Венизелос и бившият командващ на флота, адмирал Павлос Кунтуриотис, сформират в македонската столица, град Солун дружественно на Антантата революционно „Правителство на Националната Отбрана“:с. 351, като в същото време Антанта гледа на правителството в Атина като минимум на неприятелско.
Френското правителство заповядва на адмирал Дартиж дю Фурние (на френски: Louis Dartige du Fournet) да заеме Пирея, изисквайки изгонването на немския посланик от Атина:с. 351 и да заеме базата на кралския флот в Саламина:с. 353. На 7 ноември, в атмосферата на разкола в гръцкия флот и липсата на ясни заповеди от страна на краля, френският флот завзема Саламина практически без съпротива. Французите пленяват и мобилизират под френски флаг и с френски екипажи почти всички кораби от гръцкия т. нат. „лек флот“ (лекия крайцер „Ели“, 14 разрушителя, 5 миноносеца). Те водят бойни действия с френски екипажи, предимно конвоирайки транспортни кораби и носене на патрулна служба, докато през юни 1917 г. Гърция не се включва на страната на Антантата, след което съдовете са върнати на страната. До края на войната корабът действа в Егейско море в поддръжка на съюзническите операции там.
Веднага след края на Първата световна война министър-председателят на Франция Жорж Клемансо моли Е. Венизелос да изпрати гръцки войски в юга на Русия, в поддръжка на намиращите се там френски части и Бялото движение. Венизелос отговаря положително, предлагайки цял корпус от немногобройната гръцка армия в състав 3 дивизии, т.е. сили, надхвърлящи френските. Предложението е направено срещу поддръжка на претенциите на Гърция за територии в Източна Тракия и Анадола, които имат свое коренно гръцко население:с. 362. Що се касае до флота, в края на 1918 г. гръцкия флот разполага с 19 кораба, чиито размери и автономност им позволяват да действат в Черно море: в Украинския поход на гръцката армия вземат участие 13 кораба, не да използвани 6, в т.ч. и крайцерът „Ели“, поради техническата му неподготвеност.

### Малоазийския поход
В началото на 1920 г. във Франция на крайцера „Ели“, едновременно с флагмана на флота, броненосния крайцер „Георгиос Авероф“, са проведени модернизационни работи. „Ели“ получава съвременно противовъздушно въоръжение и оборудване за превоз и поставяне на до 100 морски мини.
Междувременно, от 1919 г. Гърция е въвлечена от съюзниците в Малоазийския поход. Обаче през ноември 1920 г., когато в Гърция властта отново преминава в крал Константин, Италия, а след това и Франция, започват открито да поддържат турцките. През всичките три години на Малоазийския поход основната задача на гръцкия флот е блокадата на крайбрежието на Мала Азия, с цел да се попречи на снабдяването на силите на кемалистите с оръжие, боеприпаси и друго снабдяване. В един от най-известните епизоди на тази блокада участва и крайцерът „Ели“.
Гръцкият летец Псарудакис, който приземява своя самолет в италианската окупационна зоне, е пленен от италианците и остава затворен в до самия край на войната. Обаче от затвора Псарудакис съумява да предаде информация до Морското министерство в Атина, че на италиански съд ще бъдат доставени, за турците, нови италиански самолети. За прехващане на кораба е изпратен крайцерът „Ели“. При огледа са открити и конфискувани 8 нови италиански изтребителя от типа Ansaldo A-1 Balilla, които са доставени в резиденцията Татой до Атина.
Управлението на монархистите и геополитическите промени, в крайна сметка, водят до Малоазийската катастрофа. Гръцката армия напуска Анадола. На 7 септември намиращата се в Смирна ескадра, в състав линкорите „Лемнос“ и „Килкис“, крайцера „Ели“, разрушителите „Аспис“ и „Сфендони“" и спомагателния крайцер „Наксос“, под командването на контраадмирал Георгиос Каламидас, получават заповед да напуснат града. Първи отплават линкорите, последвани от „Ели“ и разрушителите. Последен отплава „Наксос“. При оттеглянето на гръцката ескадра от Смирна оркестрите на намиращите се там италиански линкор „Кайо Дуилио“ и френските крайцери „Валдек-Русо“ и „Ернест Ренан“, съблюдавайки съюзническия военен етикет, изпълняват гръцкия национален химн, което в гръцката историография и днешната публицистика, в най-добрия случай, предизвиква горчива ирония.
Без да излиза от Смирненския залив, ескадрата, през нощта, пуска котва при брега на Вурла на Еритрейския полуостров. В същата нощ на капитана на линкора „Килкис“, И. Теофанидис получава заповед да оглави ескадра, в която, освен неговия линкор, влизат „Ели“ и разрушителите „Аспис“ и „Велос“. Задачата на ескадрата е огнева поддръжка на частите, оттеглящи се от Смирна към Чешме. Операцията започва на 8 септември и завършва на 16 септември. Останалите кораби на флота изпълняват подобна задача в другите региони на Йония. В частност, при огневата поддръжка на миноносеца „Тетис“ става възможна евакуацията от Дикили към Лесбос на параходите „Йония“ и „Етолия“ на героичната Отделна дивизия и намиращите се на крайбрежието заедно с дивизията 3000 беженци.
Авангардът на турската армия влиза в Смирна на 9 септември, след което този предимно христиански град е опоцарен от турците, а христианското население е изклано. Следва да се отбележи, че през този последен период на Малоазийския поход под командването на капитан Периклис Йоанидис се намира бъдещият крал Павлос I, който е младши лейтенант на борда на кораба.
През 1920-те години крайцерът заедно с броненосния крайцер „Георгиос Авероф“ преминава реконструкция и модернизация във Франция на стапелите на фирмата Forges et Chantiers de la Mediterranee в Ла Сен сюр Мер. Модернизацията продължава през периода 1925 – 1929 г. Тогава изцяло са заменени комините и външния вид на надстройката. Променено е изцяло въоръжението на кораба, като е добавено още едно 152 mm оръдие на кърмата, една палуба по-долу от първото. Останалото въоръжение е свалено, а на негово място са монтирани 2x1 76 mm оръдия на „Армстронг“ и 2x1 57 mm оръдия „Хочкис“, който вече могат да се използват и като зенитна артилерия. Добавени са релси за поставяне на мини и е подсигурено място за пренасянето на 100 броя мини. Котлите са модернизирани за използване само на течно гориво. Благодарение на освободената водоизместимост става възможно да се подобри бронирането на кораба и дебелината на бронираната палуба е доведена до 51 mm.

## В навечерието на Втората световна война
Скъдните финансови ресурси на Гърция не позволяват значително увеличаване на морските сили. Изследователят Димитрис Галон счита, че в значителна степен ограничените довоенни финансови възможности на гръцката държава са свързани с това, че след 1922 г. Гърция е принудена да приеме 1,25 милиона беженци от Малая Азия и Източна Тракия, и че този проблем остава важен до началото на Втората световна война.
Страната е принудена да ограничи покупката на скъпоструващите нови кораби, а съставът на флота, в болшинството случаи, си остава неизменен от Първата световна война и малкото субсидии са насочени към програмата за фортификация и снабдяването на корабите от флота с необходимите им боеприпаси.
Независимо от това, че търговският флот на Гърция вече е задействан в започналата война, посредством подписаното през януари 1940 г. англо-гръцко Военно търговско съглашение (на английски: War Trade Agreement), правителството на генерал Метаксас заявява за своя неутралитет и се опитва да задържи Гърция извън войната. Многобройните италиански провокации в навечерието на войната или се премълчават, или се приписват на „неизвестни“ самолети и кораби. На 12 юли 1940 г. 3 италиански самолета пускат бомби и обстрелват с картечници спомагателен кораб „Орион“, когато той обслужва маяка на остров Грамвус. За спасяване на „Орион“ пристига разрушителят „Хидра“, който също е подложен на бомбардировка в гръцки териториални води:с. 122.
„Орион“, формите на който напомнят танкер, в течение на последващите 2 месеца е подложен на още 2 нападения:с. 123.
На 31 юли 1940 г. италиански самолет пуска 4 бомби по 2 гръцки разрушителя намиращи се в Навпакт, но не поразява своите цели:с. 121. На 2 август италиански самолет пуска 6 бомби върху катер „А-6“ на гръцката митница в Коринтския залив:с. 123.

## Потопяването на крайцера „Ели“
Кулминацията на италианските провокации и предизвикателства настъпва на 15 август 1940 г. В този ден православна Гърция празнува Успение Богородично, и главното честване става на остров Тинос, в Църквата Благовещение. Според традицията ВМФ изпраща на острова кораб, екипажът на който изпълнява ролята на почетен караул при изнасянето на чудотворната икона на Богородица. През 1940 г. тази чест е дадена на стария крайцер „Ели“, който пуска котва на рейда на Тинос. Именно на този ден, в мирно време, италианската подводница „Делфино“ атакува на рейда на Тинос „Ели“. По „Ели“, в 8,25 сутринта, са изстреляни 3 торпеда. Едно от тях уцелва котелното отделение, вследствие на което избухва пожар и корабът потъва. Загиват 9 офицери и моряци, а 24 са ранени. След това подводницата опитва да атакува и пътническите кораби „Елси“ и „Есперос“, но пропуска и само поврежда част от причала.
Торпилирането и потопяването, в мирно време, от „неопознатата“ подводница на стария крайцер, е, според изказването (направено след войната) на италианския посланик в Атина, Емануеле Граци, „гнусна акция“ против нямащ никакво военно значение кораб:с. 136.
Граци пише, че „в душата на гръцкия народ няма и капка съмнение“, за това чие дело е този акт, и че резултат от „престъплението на Тинос“ е „почти чудотворното обединяване на гръцкия народ“, преди това разделен от политически борби:с. 136.

## Впоследствие
Фрагменти от торпедата са извадени и идентифицирани като италиански. В същото време гръцкото правителство, желаейки да избегне конфронтация с фашистка Италия на Мусолини, обявява, че атакувалата подводница е с неизвестна националност.
Но, независимо от всички усилия на гръцкото правителство, войната е неизбежна. Итало-гръцката война започва след 2 месеца, на 28 октомври.
Принадлежността на подводницата, която потопява „Ели“ в мирно време и в деня на православния празник вече не само не се премълчива, но става и един от основны аспекти на гръцката военна пропаганда, акцентираща върху оскърбените религиозни чувства на православна Гърция и чувствата за възмездие за проявеното вероломство.
В последните кадри на ставащият известен през войната малък пропаганден анимационен филм на С. Поленакис музата на Историята изхвърля Мусолини в морето, той потъва към дъното и се набива със задните си части върху мачтата на крайцера „Ели“.

## След войната
След войната Италия изплаща репарации за щетите, причинени на Гърция в годините на окупация на страната. Въпросът за компенсацията за потопеният преди началото на войната „Ели“ е разгледан отделно. През 1950 г. в качеството на компенсация за „Ели“ Италия предава на гръцкия флот лекия крайцер „Еудженио ди Савоя“, който също получава името „Ели“ (Κ/Δ Έλλη II). „Ели II“ напуска състава на гръцкия флот през 1973 г.

## В днешни дни
През 1982 г. гръцкия флот получава от Нидерландия фрегатата „Ели“, която приема бордовия номер F-450 във флота от типа „Кортенар“. Този кораб полага началото на серията фрегати от едноименния тип, намиращи се в състава на гръцкия флот и до днес (2019 г.)
- На крайбрежната улица в Тинос е поставен паметник на загиналите в мирно време моряци от крайцера „Ели“.
- Всяка година, на 15 август, на остров Тинос се отбелязва Богородица. Заедно с църковните празднества се утвърждава церемония в памет на крайцера „Ели“. Представителите на правителството и командването на флота пускат от военен кораб венец на мястото на гибелта на крайцера, „в морския гроб на „Ели““. Най-често това става от борда на фрегатата „Ели“[9][10].